# Prins-assistent bij de pauselijke troon

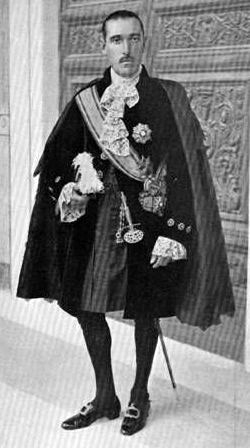
Marcantonio Colonna (1881-1947) als Prins-troonassistent, begin 20e eeuw

Prins-assistent bij de pauselijke troon is een erfelijke eretitel verbonden aan het pauselijk hof, nu bekend als de pauselijke familie. 
Anders dan zijn geestelijke evenknie (de (aarts)bisschop-troonassistent) heeft deze vroeger erfelijke titel de hervormingen in de Romeinse Curie uit de jaren 1960 overleefd. De titel stamt uit het begin van de zestiende eeuw. 
De huidige twee prins-troonassistenten zijn:
- Don Marcantonio prins Colonna, prins en hertog van Paliano, enz. (geboren 1948, kleinzoon van Marcantonio Colonna (1881-1947))
- Don Alessandro prins Torlonia, prins van Fucino, Canino en Musignano (geboren in 1925)

De Colonna's zijn prins-troonassistent sinds 1710, de huidige prins Torlonia sinds 1962, als opvolger van don Filippo Orsini, hertog van Gravina (1920-1984) die wegens een buitenechtelijke relatie uit die functie werd ontheven.
Evenals de bisschop-troonassistenten, hielden de prins-assistenten zich gedurende bepaalde ceremonies op in de nabijheid van de pauselijke troon en bedienden het pauselijk lavabo. Afgezien daarvan is de titel voornamelijk honorair.